# GQ Волка b
GQ Волка b — предположительно, экзопланета, вращающаяся вокруг звезды GQ Волка. Обнаружена в апреле 2005 года. Находится на расстоянии ~500 св. лет (~160 пк) от Солнца.
Параллельно с 2M1207 b, является одной из первых кандидатов экзопланет, имеющих непосредственное изображение. Изображение было получено на VLT телескопе в Паранальской обсерватории, Чили 25 Июня, 2004.
GQ Волка b имеет спектральный тип между M6 и L0, что соответствует температуре около 2650 К. Размещённая на спроецированном расстоянии около 100 а. е. от своей звезды, она даёт орбитальный период около 1200 лет. Это позволяет предполагать в несколько раз большую массу чем масса Юпитера. Поскольку теоретические модели, которые используются для предсказывания планетарной массы объектов в молодых звёздных системах, таких как GQ Волка b пока являются предварительными, масса не может быть указано строго — модель показывает нахождение место массы GQ Волка b где-то между несколькими массами Юпитера и 36 массами Юпитера. Верхняя граница этого диапазона скорее позволит классифицировать GQ Волка как маленький коричневый карлик, чем экзопланету. Так в 2006 году Рабочая группа по внесолнечным планетам Международного астрономического союза охарактеризовала GQ Волка b как «возможно планетарной массы компаньон молодой звезды».